# Municipality of Murrysville
Municipality of Murrysville is een plaats (borough) in de Amerikaanse staat Pennsylvania, en valt bestuurlijk gezien onder Westmoreland County.

## Demografie
Bij de volkstelling in 2000 werd het aantal inwoners vastgesteld op 18.872.
In 2006 is het aantal inwoners door het United States Census Bureau geschat op 19.472, een stijging van 600 (3,2%).

## Geografie
Volgens het United States Census Bureau beslaat de plaats een oppervlakte van
95,7 km², geheel bestaande uit land.

## Plaatsen in de nabije omgeving
De onderstaande figuur toont nabijgelegen plaatsen in een straal van 12 km rond Municipality of Murrysville.